# Hrobka královny Heleny z Adiabene

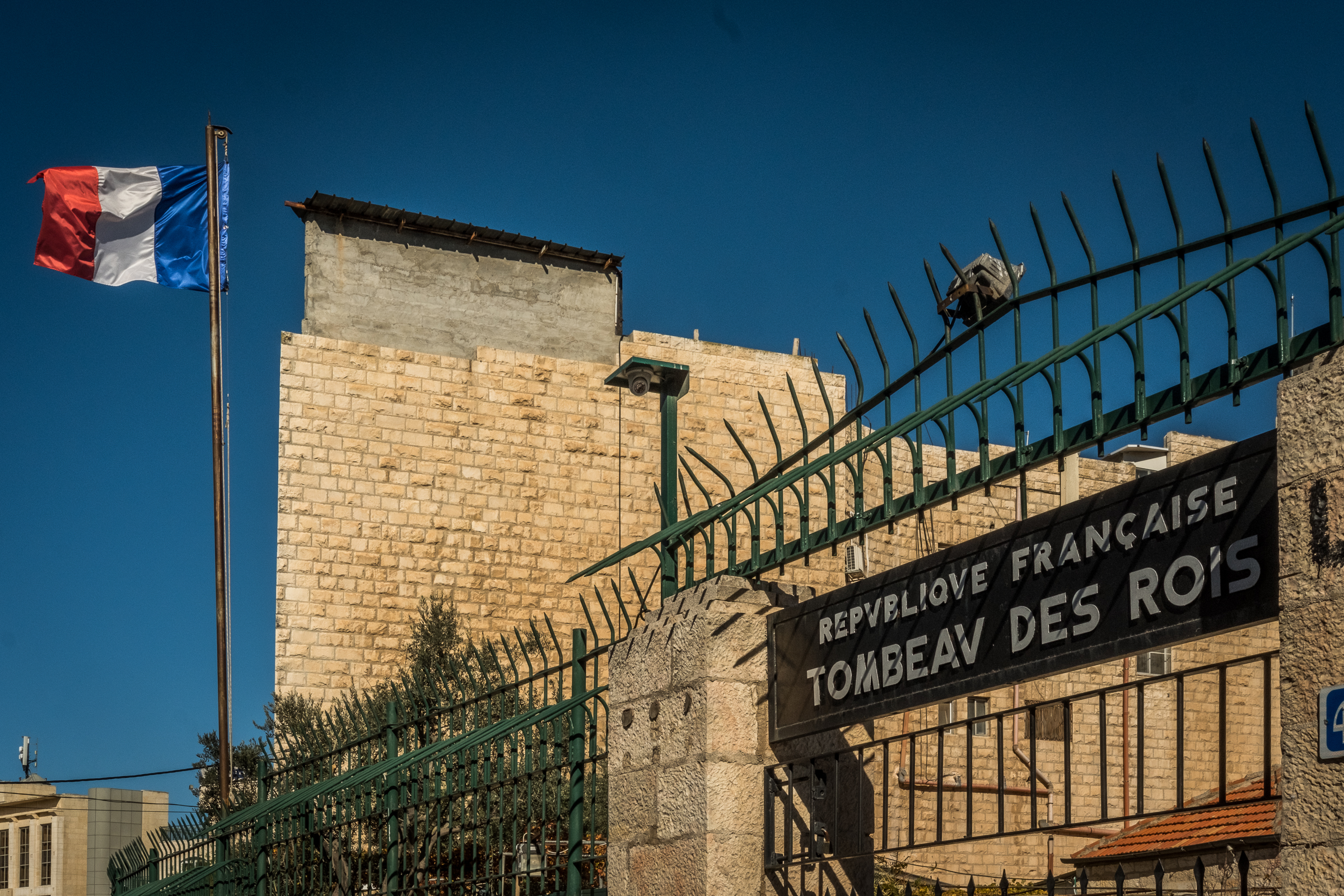
Hrobka králů

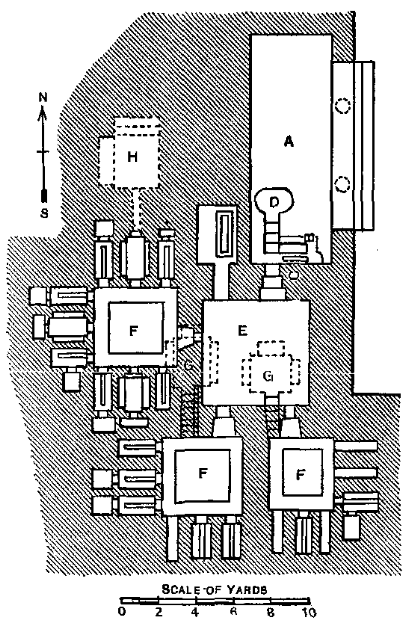
Plán hrobky z roku 1903, bez nádvoří

Hrobka královny Heleny z Adiabene (také Hrobka králů) je největší starověkou hrobkou v Jeruzalémě. Stavba je zmiňována již v antice. Podle zdrojů je zde pohřbena královna Helena z Adiabene a její dva synové. Královna a její rodina konvertovali k židovství a přestěhovaly se do Jeruzaléma, kde nechala postavit několik paláců. 
Palác se nacházel za hradbami dnešního jeruzalémského Starého Města. Ve skále vytesaný vestibul byl obložen otesanými kameny a byl vyhlouben do země. Monumentální schodiště na jižní straně vede do nádvoří hrobky. Vchod na západní straně do samotné hrobky má schodiště vyzdobené iónskými sloupy. Nad vchodem se nacházely zdobené překlady. Odtud se šlo do haly vytesané ve skále. Na jižní straně haly byla řada sedmi pohřebních komor s výklenky ve zdech. Na fasádou vchodu[zdroj?] byly pravděpodobně tři chrámové stavby, nad nimiž stála pyramida. Pyramida se nedochovala, ale existují její starověké popisy. Při vykopávkách byly nalezeny kameny, které pravděpodobně pochází z pyramidy. V hrobce bylo nalezeno několik sarkofágů. Jeden z nich má na sobě dvouřádkový nápis ve dvou různých aramejských písmech, ale každý je s odlišným pravopisem: Královna Sadan (צדן מלכתא), Královna Saada (צדה מלכתה). Přitom se má dle převažujících důkazů jednat o Helenu z Adiabene. Helena bylo její řecké jméno. Sadan a Saada jsou její semitská jména. Nápis je na přední straně sarkofágu, který je ozdoben dvěma kamennými kruhy vytesanými do kamene. Kryt sarkofágu je sedlového tvaru tvaru. Existuje pouze jeden další sarkofág z této epochy Izraele. Sarkofág v hrobce má vespod čtyři otvory, které sloužily k odvádění tělních tekutin.
Hrobka byla objevena v roce 1863 francouzským badatelem Louisem Félicienem de Saulcy (1807-1880), který ji označil jako Hrobku králů, a domníval se, že v ní byli pohřbeni králové Judy. Hrobky byly již ve starověku vyloupeny. Část nálezů z hrobky se nachází v francouzském Louvru v Paříži.

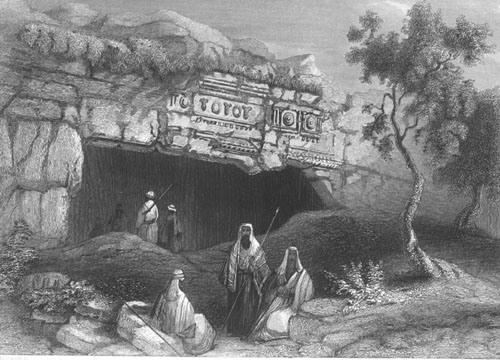
Vstupní portál hrobky
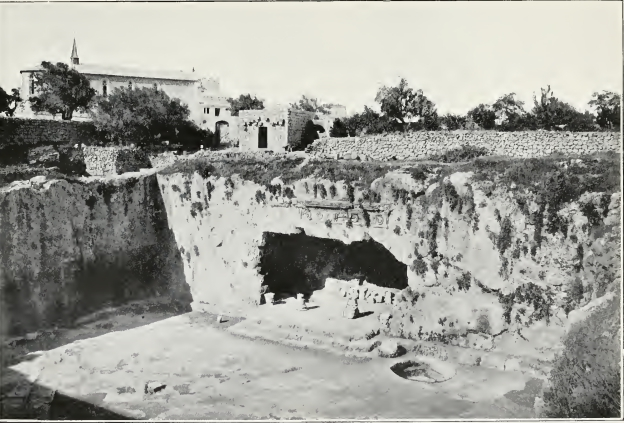
Části hrobky v roce 1903
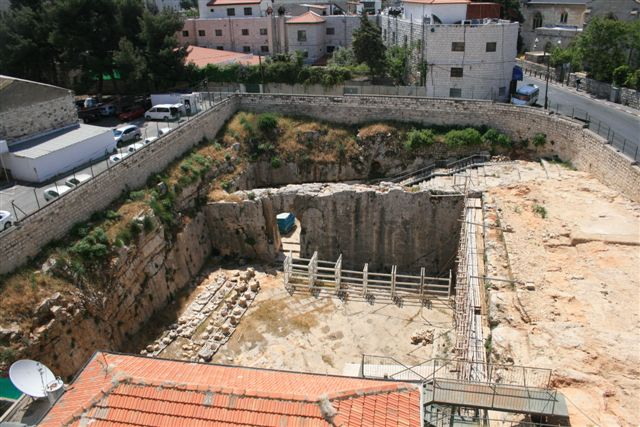
Dnešní archeologické naleziště v oblasti hrobky
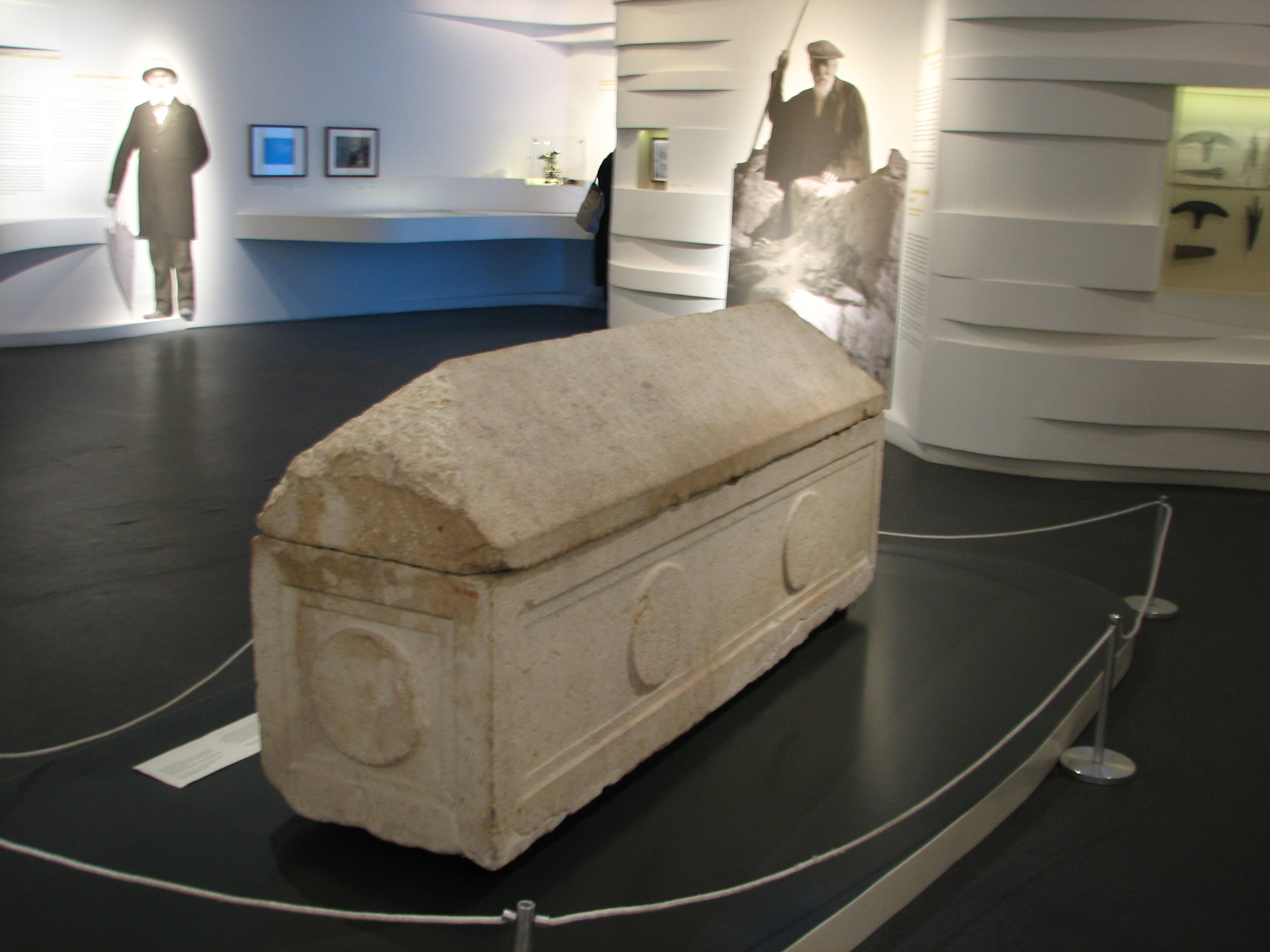
Sarkofág královny Saady v Louvru